# Calanca
Calanca (toponimo italiano) è un comune svizzero di 211 abitanti del Canton Grigioni, nella regione Moesa.

## Geografia fisica
Calanca è situato in Val Calanca ed attraversato dal torrente Calancasca. La sede comunale, ad Arvigo, dista 22 km da Bellinzona e 112 km da Coira. Il punto più elevato del Comune è la cima del Torrone Alto (2 950 m s.l.m.), che segna il confine con i comuni di Biasca e Rossa.

## Storia
Il comune di Calanca è stato istituito il 1º gennaio 2015 con la fusione dei comuni soppressi di Arvigo (che a sua volta nel 1980 aveva inglobato il comune soppresso di Landarenca), Braggio, Cauco e Selma; capoluogo comunale è Arvigo.

## Società

### Lingue e dialetti
La lingua ufficiale dell'intera valle è l'italiano, ma parte della popolazione locale parla il calanchino, un dialetto lombardo.

## Geografia antropica

### Frazioni
Le frazioni di Calanca sono:
- Arvigo[5]
  - Landarenca[6]
- Braggio[7]
- Cauco[8]
  - Bodio[9]
  - Lasciallo
  - Masciadone
- Selma[10]

## Infrastrutture e trasporti
L'uscita autostradale più vicina è Roveredo, sulla A13/E43 (11 km), mentre la stazione ferroviaria di Grono, in disuso, dista 10 km.